# Stiffelio
Stiffelio – opera Giuseppe Verdiego w trzech aktach, wystawiona po raz pierwszy w Teatro Grande (Triest) 16 listopada 1850 roku.